# Josef Homeyer
Josef Homeyer (Harsewinkel, 1 de agosto de 1929  - Hildesheim, 30 de março de 2010) foi bispo de Hildesheim de 1983 a 2004.
Josef Homeyer nasceu o caçula de três filhos de August Homeyer chamados Strotdrees e Elisabeth nee Herzog. Ele cresceu na fazenda de seus pais em Harsewinkel, frequentou o Laurentianum Gymnasium em Warendorf e depois estudou teologia e filosofia católica na Westphalian Wilhelms University em Münster e na Universidade de Innsbruck. Em 1955 ele recebeu seu doutorado em filosofia (Dr. phil) com seu trabalho sobre o desenvolvimento e conceito de sociologia.
Em 11 de fevereiro de 1958, foi ordenado sacerdote por Michael Keller na Catedral de São Paulo em Münster. Ele celebrou seu primado doméstico em 17 de fevereiro do ano na Igreja de Santa Lúcia em Harsewinkel. De 1958 a 1961 foi capelão em St. Josef em Warendorf e em St. Agatha em Mettingen, de 1961 a 1966 pároco diocesano do movimento católico rural, de 1966 a 1971 professor na diocese de Münster. Neste escritório, ele é um dos iniciadores e cofundadores da Friedensschule Münster, a primeira escola católica abrangente na República Federal da Alemanha.
Em 1971 foi nomeado prelado da casa papal. De 1972 a 1983 foi Secretário da Conferência Episcopal Alemã e Diretor Geral da Associação da Diocese Alemã (VDD). De 1972 a 1975 foi secretário do sínodo conjunto das dioceses da República Federal da Alemanha.
Em 25 de agosto de 1983, o Papa João Paulo II o nomeou o 69º Bispo de Hildesheim. O arcebispo de Colônia, cardeal Joseph Höffner, o consagrou bispo em 13 de novembro de 1983 na Catedral de Hildesheim. Co-consagradores foram seu antecessor Heinrich Maria Janssen e Johannes Joachim Degenhardt, Arcebispo de Paderborn. Além disso, os bispos auxiliares de Hildesheim, Heinrichmachens e Heinrich Pachowiak, ajudaram.
Durante seu mandato, Homeyer se esforçou para estabelecer novos mosteiros em sua diocese. Em 5 de maio de 1988, o mosteiro de Marienrode foi reassentado com dez monjas beneditinas de Santa Hildegarda em Eibingen. No mesmo ano, Homeyer criou o Research Institute for Philosophy em Hanover.
Homeyer fez campanha além da diocese pela Igreja na Europa e pela Igreja universal. Então ele fundou a parceria com a Igreja da Bolívia. De acordo com sua dedicatória In mundum universum - Vá para todo o mundo, Homeyer manteve conversas com sindicalistas e empregadores, presidiu o Fórum pela Justiça, Paz e Integridade da Criação e defendeu o direito de voto para estrangeiros. Homeyer fez campanha para uma expansão da União Européia para o leste e para que as constituições européia e da Baixa Saxônia se referissem a Deus.
Nos anos de 1989 a 1990, Homeyer convocou um sínodo diocesano com sacerdotes e leigos para desenvolver perspectivas futuras para a Diocese de Hildesheim. Pouco antes de sua aposentadoria, ele conseguiu assinar o conceito Key Points 2020, que responde à queda dos fundos de impostos da igreja e ao número de crentes. As congregações devem ser fundidas, as igrejas fechadas e a equipe pastoral reduzida.
Em 20 de agosto de 2004, a renúncia de Homeyer, que todos os bispos católicos com mais de 75 anos devem apresentar, foi aceita pelo Papa João Paulo II. Norbert Trelle foi nomeado seu sucessor em 29 de novembro de 2005.
Homeyer pôde celebrar seu jubileu de ouro em 17 de fevereiro de 2008 na igreja paroquial de Santa Lúcia em Harsewinkel, onde celebrou sua primazia em 1958.
Na manhã de 30 de março de 2010, ele morreu por volta das 4h30 após uma operação no Hospital St. Bernard em Hildesheim. Ele foi enterrado no sábado, 10 de abril de 2010, inicialmente na Basílica de St. Godehard em Hildesheim. No decurso da renovação da Catedral de Hildesheim de 2010 a 2014, foi criada uma cripta episcopal; O corpo de Homeyer foi enterrado lá em 1º de novembro de 2014.